# Falken
Pour les articles homonymes, voir Falken (homonymie).
 (juillet 2016).
Si vous disposez d'ouvrages ou d'articles de référence ou si vous connaissez des sites web de qualité traitant du thème abordé ici, merci de compléter l'article en donnant les références utiles à sa vérifiabilité et en les liant à la section « Notes et références ».
Falken (ファルケン) est une marque de pneus japonaise, créée en 1983 par The Ohtsu Tire & Rubber Co.Ltd. (オーツタイヤ株式会社), appartenant au groupe Sumitomo Rubber Industries qui est en chiffre d'affaires le 6e fabricant mondial de pneumatiques.

## Histoire
En 1985, la marque commence la commercialisation de ses produits sur le marché américain. En 2015, Falken est le 5e fabricant mondial de pneus.

## Activité
Le siège de sa filiale américaine, Falken Tire Corporation, est basé à Fontana en Californie. Sa filiale européenne Falken Tyre Europe GmbH, est, elle, basée à Offenbach-sur-le-Main en Allemagne.

## Produits
La marque produit des pneus été, des pneus hiver, toutes saisons ou encore pour SUV. Les produits FALKEN répondent aux normes IS0 9001, 16949 et 14001[réf. souhaitée].

## Collaboration avec les constructeurs
Falken a été choisie comme fourniture d'origine pour les marques de véhicule tels que Subaru, Suzuki et Daihatsu[réf. souhaitée]. Mazda a également référencé Falken en première monte pour équiper son modèle SUV CX-9. Volkswagen en a fait de même sur les Up, Polo et Passat, ainsi que Honda sur son HR-V[réf. souhaitée]. La marque allemande Mercedes a sélectionné Falken en monte d'origine, sur son dernier Classe G, sorti en 2018. Cette même année, l'Audi Q3 (2ème génération) sorti à l'automne, est chaussée par Falken en première monte.

## Communication
Falken a sponsorisé des séries de courses telles que l'ALMS (American Le Mans Series) et des championnats nationaux comme la série Super Taikyu, des séries telles que la Formula D, ainsi que le D1 Grand Prix et les 24 Heures du Nürburgring ; en 2015, la Porsche 911 GT3 R de Falken termine troisième de cette épreuve. Falken a également été le commanditaire du Championnat britannique de drift jusqu'en 2010.
En 2004, Falken a créé une voiture de course en collaboration avec Nissan, la Nissan Skyline Falken R34 GTR, motorisée par un six cylindres en ligne. Elle a ensuite collaboré avec Ford en 2005 pour créer une voiture de drift, la Ford Falken Mustang GT pour le pilote Vaughn Gittin Jr.
Falken est un des principaux sponsors du club FC Ingolstadt 04 (football) qui joue en Bundesliga. Falken sponsorise également une équipe du championnat du monde Red Bull de course aérienne.